# 音樂霸
音樂霸（英語：MusicBravo） 是一家網路唱片公司。它是一個音樂人可使用線上系統多人共同創作音樂、自行分配、管理音樂作品版權的網站。發起人為丘旺苍。

## 參與製作作品

### 音樂霸製作的影視劇作品
| 時間 | 製作人 | 電影作品           | 音樂作品名稱           | 獨家上線平臺 |
| 2019 | 姚書寰 | 北京女子圖鑑       | 遠方                   | 網易雲       |
| 2019 | 姚書寰 | 北京女子圖鑑       | 苦盡甘來               | 網易雲       |
| 2019 | 姚書寰 | 北京女子圖鑑       | 剛剛好                 | 網易雲       |
| 2019 | 丘旺蒼 | 攀登者             | 如虹                   | TME          |
| 2019 | 姚書寰 | 福星高照朱小八     | 小豬豬                 | TME          |
| 2019 | 姚書寰 | 全職高手之巔峰榮耀 | 巔峰榮耀               | 網易雲       |
| 2018 | 何宗霖 | 我與你的光年距離2  | 未完的眷戀             | TME          |
| 2018 | 姚書寰 | 我與你的光年距離2  | 我喜歡                 | TME          |
| 2018 | 姚書寰 | 我與你的光年距離2  | 我與你的距離           | TME          |
| 2018 | 姚書寰 | 我與你的光年距離2  | 極地溫暖               | TME          |
| 2018 | 何宗霖 | 我與你的光年距離2  | 在時間的轉彎           | TME          |
| 2018 | 丘旺蒼 | 高校英雄傳         | 高校英雄傳             | 非獨         |
| 2019 | 姚書寰 | 全職高手之巅峰荣耀 | 巅峰荣耀               | 網易雲       |
| 2019 | 姚書寰 | 全職高手之巅峰荣耀 | Only One               | 網易雲       |
| 2019 | 姚書寰 | 全職高手之巅峰荣耀 | 夢追逐                 | 網易雲       |
| 2019 | 姚書寰 | 全職高手之巅峰荣耀 | 想念你                 | 網易雲       |
| 2019 | 姚書寰 | 淑女飄飄拳         | 拳心拳意               | 網易雲       |
| 2019 | 姚書寰 | 淑女飄飄拳         | 別對我打太極           | 網易雲       |
| 2019 | 姚書寰 | 淑女飄飄拳         | 你能聽見我的聲音嗎(男) | 網易雲       |
| 2019 | 姚書寰 | 淑女飄飄拳         | 你能聽見我的聲音嗎(女) | 網易雲       |
| 2019 | 姚書寰 | 閃光少女           | 一次一點點             | TME          |
| 2019 | 姚書寰 | 美味滿閣           | 冤家路窄               | 未發行       |

### 音樂霸製作的單曲作品
| 時間 | 製作人      | 演唱人   | 音樂作品名稱   |
| 2019 | 姚書寰      | 魏暉倪   | 六小時         |
| 2019 | 姚書寰 呂莘 | 亮哲     | 囡仔           |
| 2018 | 姚書寰      | 崔阿扎   | 一刻相依       |
| 2018 | 丘旺蒼      | 羅宏正   | 決定           |
| 2019 | Jaydos      | 卓振聲   | 以後           |
| 2020 | 方炯鎵      | Dior大穎 | 愛自己更深     |
| 2020 | 方炯鎵      | 雷穎     | 愛你愛的那麼笨 |

### 音樂霸舉辦/參與過的活動
| 年份 | 活動名稱                 | 參與角色 | 成就 |
| 2018 | 第十三屆myfone行動創作獎 | 合作單位 | 首獎《浮世》 佳作《一刻相依》 佳作、最佳人氣獎《再見不再見》                                                                     |
| 2018 | 第二屆孝親獎詞曲創作大賽 | 技術支持 | 銀獎《放在心上》 |
| 2019 | 第十四屆myfone行動創作獎 | 合作單位 | 首獎《爸爸捕魚去》 二獎、最佳創意獎《梵谷》 佳作《官方旗艦網美》                                                                 |
| 2019 | 第一屆畢業歌原創比賽     | 主辦單位 | 第一名：關西高中《畢達歌拉斯》 第二名：台中二中《It’s Our Time》 第三名：台南藝術大學《一起比YA》 第三名：社會人士《逆光的感動》 |
| 2020 | 第二屆華語畢業歌原創比賽 | 主辦單位 | |

## 外部連結
- 何維健攜手方炯鎵推動「音樂霸」進軍星馬
- 何維健推音樂霸 新歌抖音千萬點擊
- 借“音乐霸”帮新歌手 何维健好有满足感（页面存档备份，存于）
- 何維健籲共度肺炎難關！新歌將透過「音樂霸」發行（页面存档备份，存于）
- 音樂霸 讓創作如虎添翼
- 鼓勵原創歌曲不遺餘力 萊爾富、音樂霸攜手辦「畢業歌原創獎」 （页面存档备份，存于）
- 軍聞社呂尚俞跨界自創曲「逆光的感動」　獲畢業歌原創獎肯定（页面存档备份，存于）
- 總獎金逾 400 萬元，台灣大 myfone 行動創作獎徵件開跑（页面存档备份，存于）
- 2019 myfone行動創作獎〈才華加速器〉徵件開跑，尋找「反骨．返古」創作人（页面存档备份，存于）
- 音樂霸掀音樂共創潮流　myfone行動創作獎大贏家